# Abuna
Abuna, abune (gyyz i amharskim 'nasz ojciec') − miejscowy tytuł zwierzchnika Etiopskiego Kościoła Ortodoksyjnego. Od roku 1959 równoważny z tytułem patriarchy.
W historii Kościoła etiopskiego funkcję abune pełnił zawsze mnich koptyjski pochodzący z Egiptu. Dzielił on władzę z yczegie, czyli etiopskim przełożonym monasterów na terenie Etiopii. Po uzyskaniu autokefalii rodowity Etiopczyk został abune w 1951 roku. Obecnie zwierzchnik Kościoła etiopskiego nazywany jest abune patriarcha katolikos.